# Thorigny (Vendée)
Pour les articles homonymes, voir Thorigny.
Thorigny est une commune française située dans le département de la Vendée, en région Pays de la Loire.

## Géographie
Le territoire municipal de Thorigny s'étend sur 3 209 hectares. L'altitude moyenne de la commune est de 67 mètres, avec des niveaux fluctuant entre 19 et 97 mètres,.
| La Chaize-le-Vicomte | Fougeré         | Bournezeau  |
| Rives-de-l'Yon       | Thorigny        | Les Pineaux |
|                      | Château-Guibert |             |

### Climat
Pour des articles plus généraux, voir Climat des Pays de la Loire et Climat de la Vendée.
En 2010, le climat de la commune est de type climat océanique franc, selon une étude du CNRS s'appuyant sur une série de données couvrant la période 1971-2000. En 2020, Météo-France publie une typologie des climats de la France métropolitaine dans laquelle la commune est exposée à un climat océanique et est dans la région climatique  Bretagne orientale et méridionale, Pays nantais, Vendée, caractérisée par une faible pluviométrie en été et une bonne insolation. 
Pour la période 1971-2000, la température annuelle moyenne est de 12,2 °C, avec une amplitude thermique annuelle de 13,8 °C. Le cumul annuel moyen de précipitations est de 809 mm, avec 12,4 jours de précipitations en janvier et 6,3 jours en juillet. Pour la période 1991-2020, la température moyenne annuelle observée sur la station météorologique de Météo-France la plus proche, sur la commune de La Roche-sur-Yon à 15 km à vol d'oiseau, est de 12,4 °C et le cumul annuel moyen de précipitations est de 885,5 mm,. Pour l'avenir, les paramètres climatiques de la commune estimés pour 2050 selon différents scénarios d'émission de gaz à effet de serre sont consultables sur un site dédié publié par Météo-France en novembre 2022.

## Urbanisme

### Typologie
Au 1er janvier 2024, Thorigny est catégorisée commune rurale à habitat dispersé, selon la nouvelle grille communale de densité à sept niveaux définie par l'Insee en 2022.
Elle est située hors unité urbaine. Par ailleurs la commune fait partie de l'aire d'attraction de La Roche-sur-Yon, dont elle est une commune de la couronne,. Cette aire, qui regroupe 45 communes, est catégorisée dans les aires de 50 000 à moins de 200 000 habitants,.

### Occupation des sols
L'occupation des sols de la commune, telle qu'elle ressort de la base de données européenne d’occupation biophysique des sols Corine Land Cover (CLC), est marquée par l'importance des territoires agricoles (95,8 % en 2018), une proportion sensiblement équivalente à celle de 1990 (96,2 %). La répartition détaillée en 2018 est la suivante : 
terres arables (40,3 %), prairies (40,2 %), zones agricoles hétérogènes (15,3 %), forêts (3 %), zones urbanisées (1,3 %). L'évolution de l’occupation des sols de la commune et de ses infrastructures peut être observée sur les différentes représentations cartographiques du territoire : la carte de Cassini (XVIIIe siècle), la carte d'état-major (1820-1866) et les cartes ou photos aériennes de l'IGN pour la période actuelle (1950 à aujourd'hui).

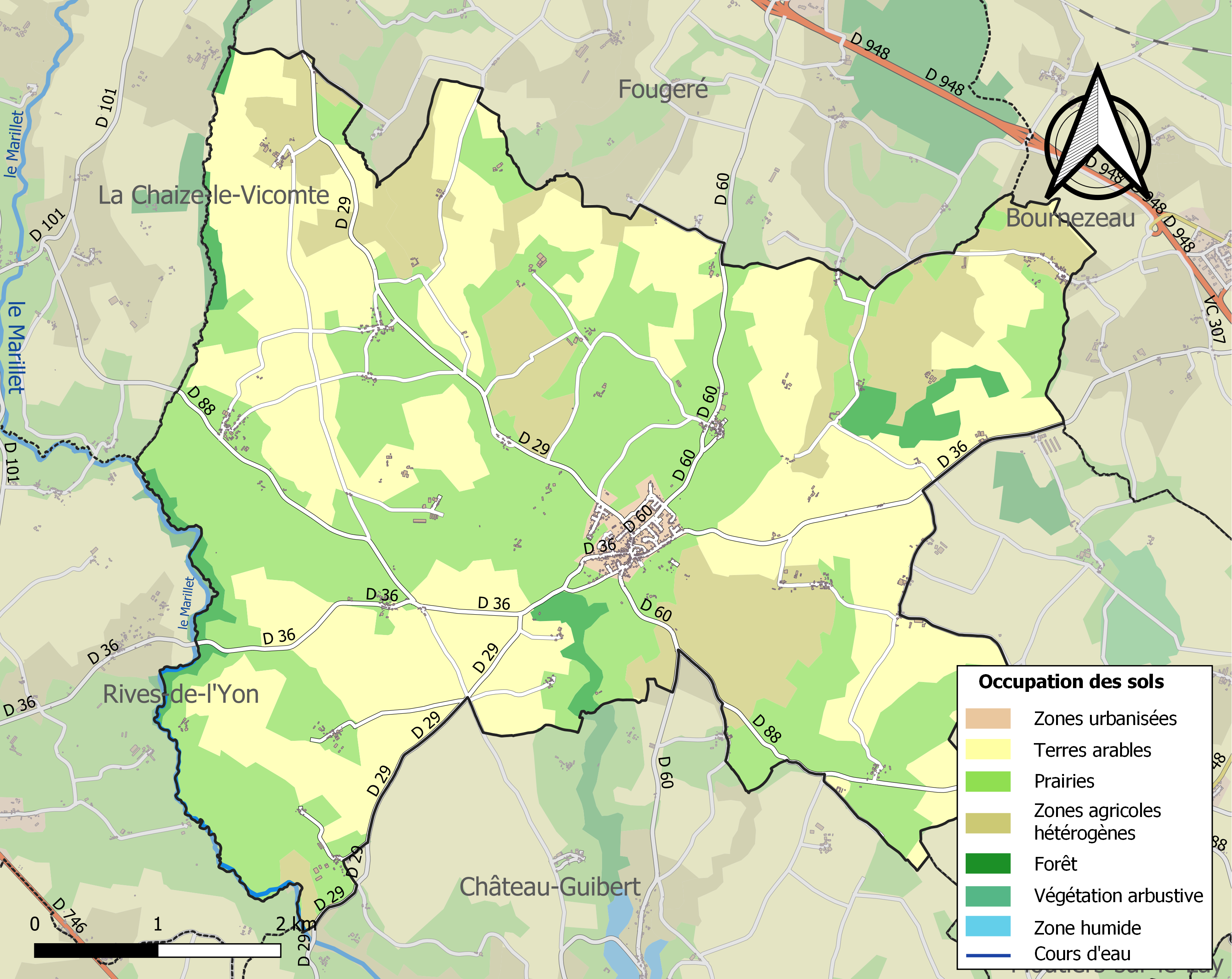
Carte des infrastructures et de l'occupation des sols de la commune en 2018 (CLC).

## Histoire
La commune de Thorigny semble avoir joué un rôle important durant les guerres de Religion, malheureusement il n'existe pas de documents écrits permettant de conforter cette hypothèse.

À l'analyse des registres paroissiaux on peut constater que quatre familles importantes ont vécu à cette époque dans ce qui apparaissait alors comme des points fortifiés : tels le logis du Bois Belle Femme et le logis du Bois Nerbert, le premier appartenant à la famille de Goulard, le second à la famille de Thorigné, familles catholiques.
Par contre la Barre Tranchant et le logis de la Bousle appartenaient à des familles protestantes dont les de Villattes, les Chasteigner, les Mauclerc, et les Maistre, toutes ces familles ayant émigré en Hollande, Angleterre, Jersey, etc. on ne trouve donc pas de descendants à Thorigny à l'époque considérée.

Le blason retrouvé sur le logis de la Bousle permet de constater qu'en 1650 le logis appartenait aux dites familles Villattes, Chasteigner, Mauclerc et Maistre.
Ce logis, que l'on peut qualifier de forteresse puisqu'entouré de douves et accessible par un pont-levis, mesurait environ quarante mètres carrés et pouvait être considéré comme un point d'appui solide pour les troupes protestantes.

Le village de la Marinière présente lui aussi les ruines d'une très vieille bâtisse du XVe siècle environ, qui devait être la propriété de Pierre Piraud, dit sieur de la Marinière, sénéchal, conseiller du Roy, contrôleur général des finances en Poitou en 1600 environ.

## Héraldique
| Blason | Blasonnement : De sinople à la tour d'argent, ouverte et ajourée du champ, maçonnée de sable. |

## Politique et administration

### Liste des maires
| Période                                  | Période   | Identité           | Étiquette | Qualité                                                                            |
| ---------------------------------------- | --------- | ------------------ | --------- | ---------------------------------------------------------------------------------- |
| 1945                                     | mai 1953  | Maximin Guyau      |           |                                                                                    |
| mai 1953                                 | mars 1971 | Émile Robin        |           |                                                                                    |
| mars 1971                                | mars 1983 | Guy Raiffaud       |           |                                                                                    |
| mars 1983                                | mars 2001 | Gustave Beignon    | SE        | Retraité de la Poste                                                               |
| mars 2001                                | mars 2014 | Annie Guyau,       | UMP       | Éducatrice retraitée                                                               |
| mars 2014                                | mai 2020  | Luc Guyau          | UMP → LR  | Retraité des grands corps de l'État 1er vice-président de La Roche Agglo (2014 → ) |
| mai 2020                                 | En cours  | Alexandra Gaboriau | DVD       | Conseillère départementale depuis 2021                                             |
| Les données manquantes sont à compléter. |           |                    |           |                                                                                    |

## Population et société

### Démographie

#### Évolution démographique
L'évolution du nombre d'habitants est connue à travers les recensements de la population effectués dans la commune depuis 1800. Pour les communes de moins de 10 000 habitants, une enquête de recensement portant sur toute la population est réalisée tous les cinq ans, les populations de référence des années intermédiaires étant quant à elles estimées par interpolation ou extrapolation. Pour la commune, le premier recensement exhaustif entrant dans le cadre du nouveau dispositif a été réalisé en 2004.

En 2022, la commune comptait 1 255 habitants, en évolution de +1,37 % par rapport à 2016 (Vendée : +5,33 %, France hors Mayotte : +2,11 %).
| 1800 | 1806 | 1821  | 1831  | 1836  | 1841  | 1846  | 1851  | 1856  |
| ---- | ---- | ----- | ----- | ----- | ----- | ----- | ----- | ----- |
| 772  | 877  | 1 044 | 1 123 | 1 127 | 1 207 | 1 348 | 1 427 | 1 422 |

| 1861  | 1866  | 1872  | 1876  | 1881  | 1886  | 1891  | 1896  | 1901  |
| ----- | ----- | ----- | ----- | ----- | ----- | ----- | ----- | ----- |
| 1 401 | 1 424 | 1 432 | 1 430 | 1 468 | 1 530 | 1 569 | 1 540 | 1 522 |

| 1906  | 1911  | 1921  | 1926  | 1931  | 1936  | 1946  | 1954  | 1962  |
| ----- | ----- | ----- | ----- | ----- | ----- | ----- | ----- | ----- |
| 1 544 | 1 517 | 1 249 | 1 184 | 1 152 | 1 132 | 1 051 | 1 061 | 1 101 |

| 1968  | 1975 | 1982 | 1990 | 1999 | 2004 | 2006 | 2009  | 2014  |
| ----- | ---- | ---- | ---- | ---- | ---- | ---- | ----- | ----- |
| 1 001 | 926  | 819  | 828  | 881  | 923  | 949  | 1 075 | 1 210 |

| 2019  | 2022  | - | - | - | - | - | - | - |
| ----- | ----- | - | - | - | - | - | - | - |
| 1 231 | 1 255 | - | - | - | - | - | - | - |

#### Pyramide des âges
En 2018, le taux de personnes d'un âge inférieur à 30 ans s'élève à 38,3 %, soit au-dessus de la moyenne départementale (31,6 %). À l'inverse, le taux de personnes d'âge supérieur à 60 ans est de 18,5 % la même année, alors qu'il est de 31,0 % au niveau départemental.
En 2018, la commune comptait 621 hommes pour 610 femmes, soit un taux de 50,45 % d'hommes, légèrement supérieur au taux départemental (48,84 %).
Les pyramides des âges de la commune et du département s'établissent comme suit.
| Hommes | Classe d’âge | Femmes |
| ------ | ------------ | ------ |
| 0,8    | 90 ou +      | 0,7    |
| 3,9    | 75-89 ans    | 6,1    |
| 12,4   | 60-74 ans    | 13,1   |
| 19,3   | 45-59 ans    | 18,9   |
| 25,4   | 30-44 ans    | 22,8   |
| 15,5   | 15-29 ans    | 14,8   |
| 22,7   | 0-14 ans     | 23,8   |

| Hommes | Classe d’âge | Femmes |
| ------ | ------------ | ------ |
| 0,8    | 90 ou +      | 2,2    |
| 8,7    | 75-89 ans    | 11,1   |
| 20,3   | 60-74 ans    | 21,3   |
| 20     | 45-59 ans    | 19,4   |
| 17,5   | 30-44 ans    | 16,8   |
| 15     | 15-29 ans    | 13,2   |
| 17,7   | 0-14 ans     | 16,1   |

## Lieux et monuments

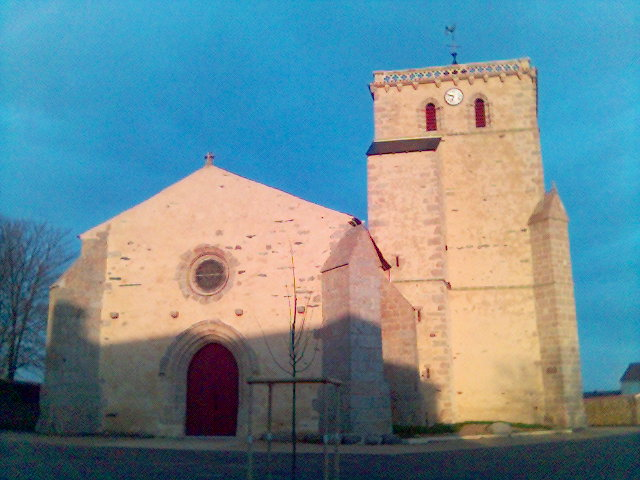
Église Saint-Denis après rénovation en 2006.

La commune compte un monument historique : le logis de la Barre, demeure du XVe siècle, inscrite par arrêté du 29 juin 1990.
Autres monuments et sites :
- l'église Saint-Denis du XVIe siècle.

## Personnalités liées à la commune
- Luc Guyau, responsable syndical agricole.

## Pour approfondir